# とこしへ
『とこしへ』（とこしえ）は、シンガーソングライターさだまさしの2005年9月7日発表のソロ31枚目のオリジナル・アルバムであり、本作の5曲目に収録されている楽曲名である。同年9月から翌年4月までの、さだまさしコンサートツアーにも同じタイトルが用いられた。

## 概要
この年は戦後60年の年であり、さだが1986年より開催してきた『夏・長崎から』のグランドフィナーレまで、残り1年となり、自分の活動の一つに終止符を打つ覚悟をもった年であると同時に、日本武道館にて記念すべき『3333回コンサート』を台風の中で行い、これからの活動に更に意欲を持とうと心に決めた年である。このアルバムでさだは、久々にオリコンチャートトップ10入りを果たしている。

## 収録曲
1. さよならさくら
東京-長崎間を結んでいた寝台特急「さくら」号が舞台。この歌は失恋した女性が故郷に帰るという歌であるが、そこにはかつて、自身も挫折し故郷長崎に逃げ帰ったさだ自身の心境も反映されている。さだはこの寝台特急が廃止になる直前に乗車した際の心境を、エッセイ『美しき日本の面影』内で述べている。
2. 冬物語
本作『とこしへ』発売日と同日に行なわれた『3333回コンサート』で歌われた曲。なお、さだはこの年のサッポロビール「冬物語」の缶のデザインを手がけている。
3. ぬけみち
「ぬけみち」という言葉を象徴的に表しながら、季節の移り変わりと内面の相手のことを想う不変の心を対比している。所々に古典的な表現が見られる。（例）「野分」=台風
4. ちからをください
ここで欲している「力」とは暴力ではなく、平和を真の意味で侵されない為に必要なものの比喩である。
5. とこしへ
誰もが、とこしえ(永遠)に平和に、そしてしあわせになって欲しいといったさだの願いが込められている作品。
6. 手紙
りんけんバンドの照屋林賢とのコラボレーション曲。前のアルバム『恋文』に収録されている「恋文」のアンサー曲でもある。
7. 秋麗（あきうらら）
古典的な表現を巧みに凝らし、晩秋の信州の風景を表した歌。この歌はテレビ信州が開局25周年に、自分のような者を迎えてくれたことに感激したさだが、自分なりの「故郷・信州」を表した曲であるとライナーノートで述べている。
8. 女優
「女優」という存在を、一人の女性の人生とその心象風景によって表現した曲。
さだによると、アルバム『日本架空説』に収録されている「舞姫」の先にある女性の気高さを表現したかったということ。
9. MOTTAINAI
アフリカ出身の女性で初のノーベル平和賞を受賞したケニアのワンガリ・マータイに向けての感謝の気持ちを込めた歌であると同時に現代社会の在り方に対しての警鐘の意味を含んだ歌。日本が生んだ美徳「勿体無い」を世界共通語「MOTTAINAI」にした彼女の功績は偉大であるとさだは話している。
10. 長崎の空
さだが1986年より開催してきた「夏・長崎から」が翌年に当初の最終目標である20年目まで残り一年を切った事により、今までの活動を支援してくれた方々と「夏・長崎から」が生んだ思い出に感謝を捧げる歌。始めた当時は「夏・長崎から」には何かの策略があるのではないかという疑心暗鬼の目で何人かの人に見られていたが、この年の「夏・長崎から」での親子の会話を聞いて報われた気持ちになった、とさだは語っている。
11. 記憶
さだが考える「思い出」の価値や意義について、恋人を亡くした男性の心境を用いることで示した曲。

### 作詩・作曲・編曲
- 下記以外の全曲とも作詩[1]・作曲：さだまさし
  - 「手紙」作曲：照屋林賢
- 「さよならさくら」はコーラスアレンジも手掛けている。

## 主な参加ミュージシャン
- ギター、シンセサイザー：石川鷹彦
- ピアノ：倉田信雄、紺野紗衣
- ベース：斉藤誠、高水健司

ほか